# St. Cyriakus (Heyerode)

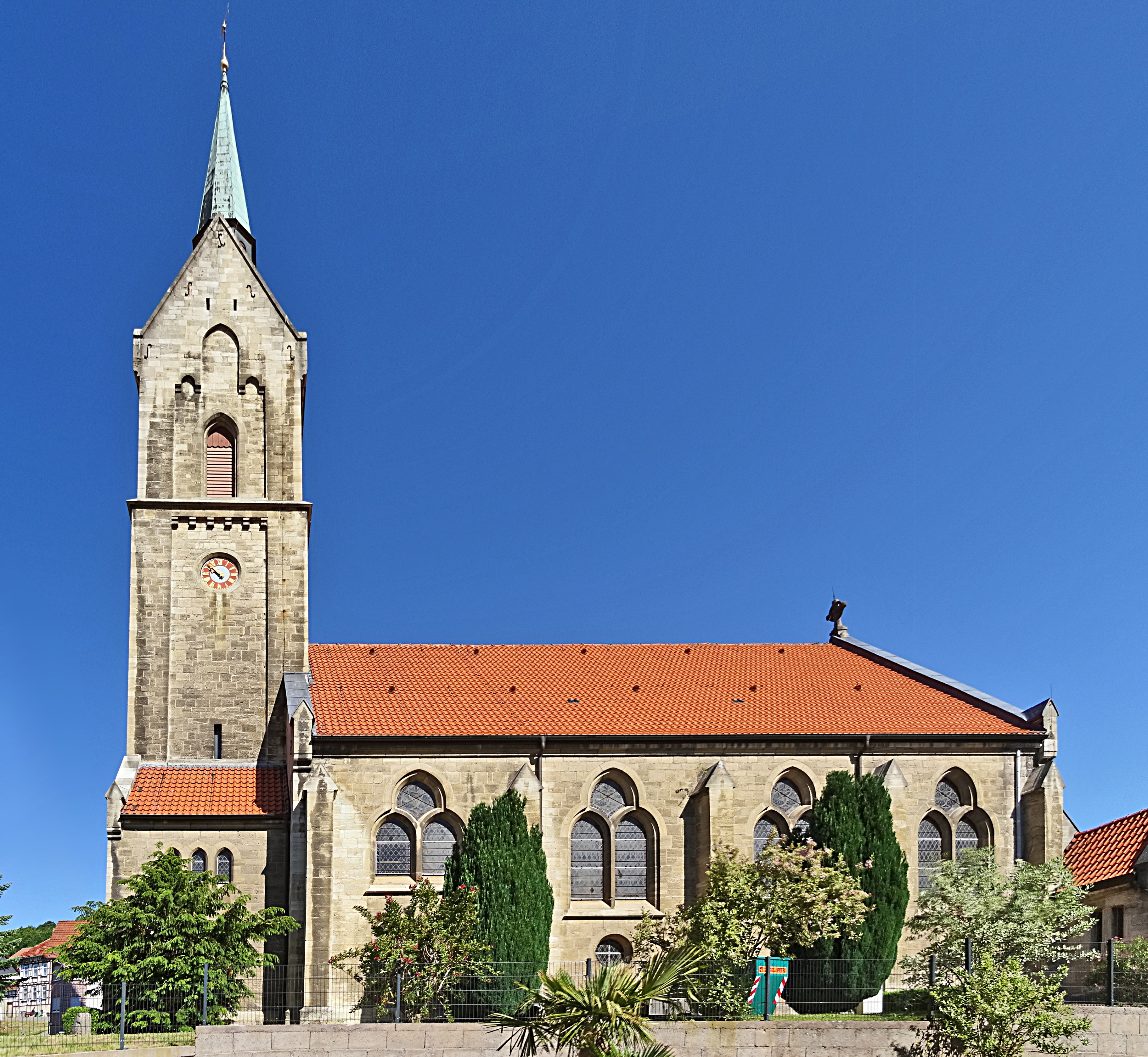
Heyerode, St. Cyriakus

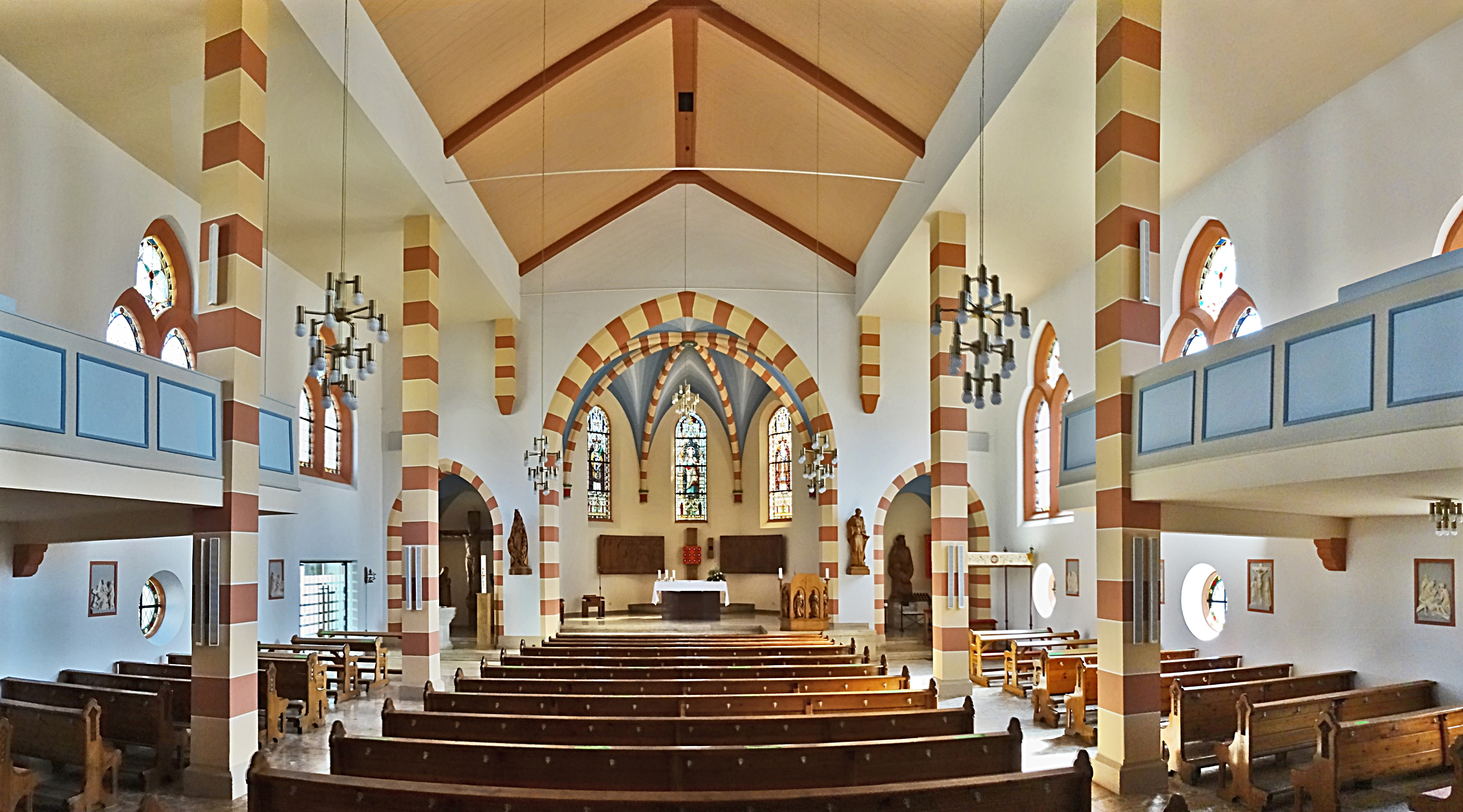
Innenansicht

Die römisch-katholische Pfarrkirche St. Cyriakus steht inmitten von Heyerode, einem Ortsteil der Landgemeinde Südeichsfeld im Unstrut-Hainich-Kreis in Thüringen. Sie ist die Pfarrkirche der Pfarrei St. Cyriakus Heyerode im Dekanat Dingelstädt des Bistums Erfurt. Sie trägt das Patrozinium des heiligen Cyriakus, einem der Vierzehn Nothelfer.

## Geschichte
Mit dem Bau der aus Werksteinen bestehenden steinsichtigen Hallenkirche wurde 1896 begonnen.
Die Kirche wurde 1905 grundlegend restauriert. Dabei wurde die Sakristei ausgebaut. 1997/98 erfolgte eine umfassende Sanierung, in deren Zuge der Innenraum nach Entwürfen der Eisenacher Künstlerin Marion Schmidt-Werthern neu ausgemalt wurde.

## Architektur
Sie hat einen dreiseitig abgeschlossenen, eingezogenen Chor im Nordosten und einen querrechteckigen eingezogenen Kirchturm im Südwesten. Dem quer stehenden Satteldach des Turms wurde ein Dachreiter aufgesetzt. Das oberste Geschoss des Turms, in dem sich der Glockenstuhl befindet, hat an der Querseite Triforien als Klangarkaden. Das Langhaus, seine vier Fensterachsen sind in der Außenmauer durch Strebepfeiler unterteilt, ist mit einem Satteldach bedeckt. Der Innenraum des Mittelschiffs ist mit einer satteldachförmigen hölzernen Decke überspannt, die Seitenschiffe haben Flachdecken. Der Chor ist kreuzgratgewölbt. Die Brüstungen der zweigeschossigen, dreiseitigen Emporen sind schmucklos. Ein Triumphbogen trennt Chor und Kirchenschiff.

## Orgel

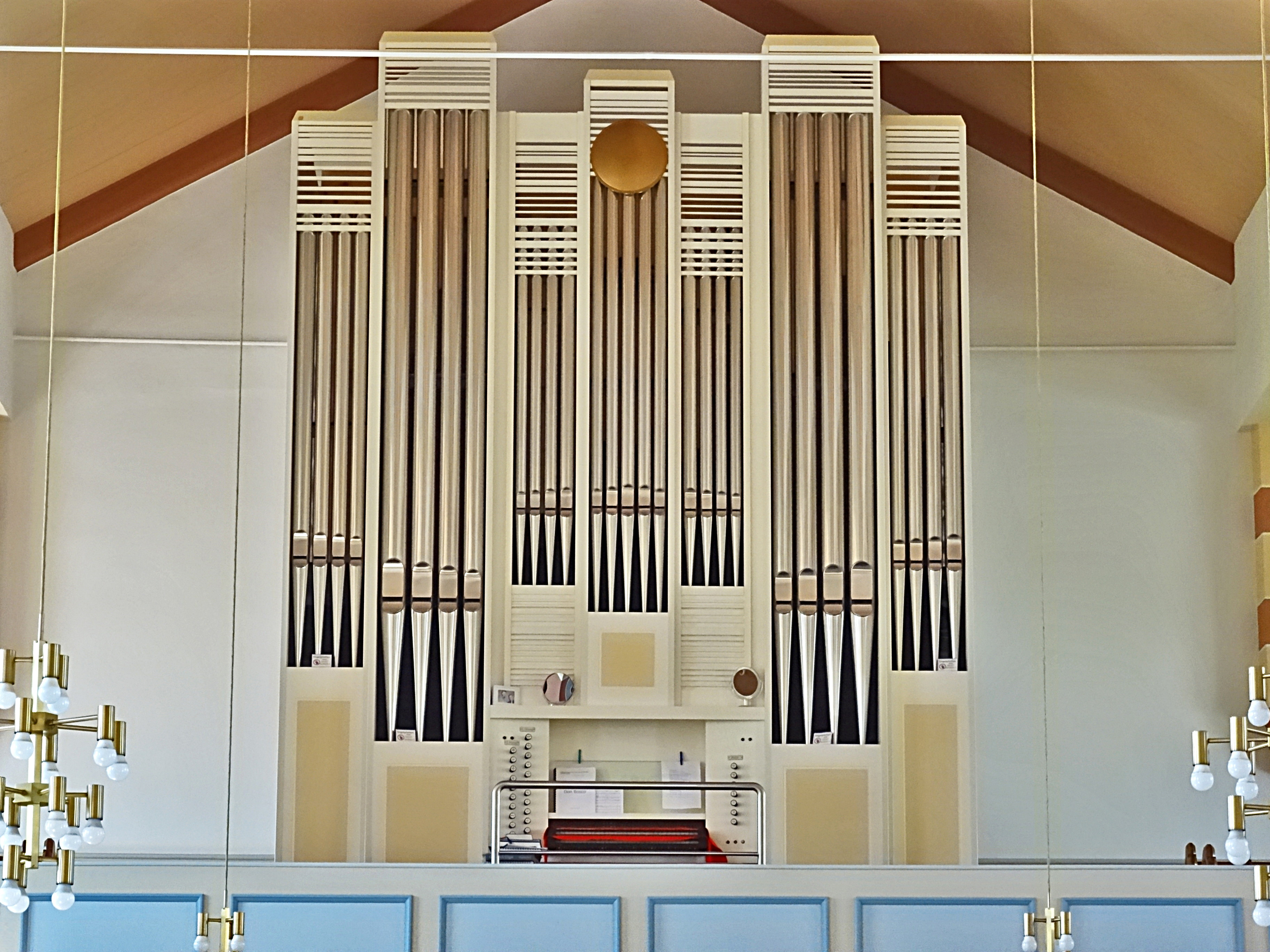
Die Orgel

Die Orgel mit 16 Registern, verteilt auf zwei Manuale und Pedal, wurde um 1900 von Friedrich Ladegast & Sohn gebaut. Die Orgel wurde in den 1950er Jahren neobarock verändert. Das Orgelwerk wurde getreu dem orchestralen Orgeltypus des 19. Jahrhunderts unter Verwendung der historischen Orgelpfeifen von Oskar Ladegast aus dem Jahre 1910 erneuert. Die Disposition wurde in diesem Sinne durch neue Register rekonstruiert und ergänzt. Die Orgel wurde aus dem Turmbogen in den Kirchenraum nach vorne auf die Empore positioniert und in ein neues dickwandiges Orgelgehäuse eingebaut.